# Schlacht von Moores Creek Bridge
Die Schlacht von Moores Creek Bridge am 27. Februar 1776 am Moores Creek in der damaligen britischen Provinz North Carolina war eine der ersten militärischen Auseinandersetzungen im Amerikanischen Unabhängigkeitskrieg. Rund 1000 aufständische Patrioten hinderten 1600 der Britischen Krone treue Loyalisten daran, vom Westen der Kolonie zur Atlantikküste bei Cape Fear nahe dem heutigen Wilmington vorzurücken, um die dort geplante Landung einer britischen Invasionsarmee zu sichern. Der militärische Erfolg motivierte die aufständische Provinz-Versammlung von North Carolina, ihre Delegierten zum Kontinentalkongress damit zu beauftragen, für die Unabhängigkeit der Dreizehn Kolonien von Großbritannien zu stimmen. North Carolina war damit die erste Kolonie, die diesen formalen Schritt zur Amerikanischen Unabhängigkeitserklärung vom 4. Juli 1776 unternahm.
Das Schlachtfeld an der Moores Creek Bridge ist seit 1926 eine Gedenkstätte der US-Bundesregierung und seit 1980 als National Battlefield ausgewiesen. Es wird vom National Park Service betreut.

## Politische Situation
North Carolina war eine der südlichen Kolonien der Britischen Krone in Nordamerika. Sie war trotz des Mangels an guten Häfen an der sumpfigen Küste von den benachbarten Provinzen aus relativ dicht besiedelt und lag 1776 an vierter Stelle der Bevölkerungszahl unter den dreizehn Kolonien. In den 1740er und 1750er Jahren warb der schottischstämmige Gouverneur Gabriel Johnston gezielt Einwanderer aus den Schottischen Highlands an. Sie bildeten beim Beginn der Amerikanischen Unabhängigkeitsbewegung den Rückhalt für die britischen Loyalisten. Ab 1771 war die gewählte Royal Assembly mehrheitlich auf Seiten der amerikanischen Patrioten und dem Gouverneur und dem britischen Mutterland abtrünnig geworden. Deshalb berief Gouverneur Josiah Martin die Versammlung 1774 nicht mehr ein, woraufhin sich eine freie Provinzversammlung konstituierte, die 1774 und 75 Delegierte zum aufständischen Kontinentalkongress entsandte. Gouverneur Martin versuchte, die Versammlung aufzulösen und britische Truppen anzufordern. Als er keinen Erfolg hatte und stattdessen die Provinzversammlung im Umfeld der Hauptstadt New Bern aufständische, patriotische Milizen mobilisierte, floh er im Sommer 1775 aus der Hauptstadt auf ein Kriegsschiff, das vor der Küste ankerte.

## Die Schlacht am 27. Februar 1776
Nachdem es 1775 in den nördlichen Kolonien zu ersten Gefechten zwischen britischen Truppen und amerikanischen Aufständischen bei Lexington und Concord und der Belagerung von Boston mit der Schlacht von Bunker Hill gekommen war, versuchten die Briten ihre Macht im Süden zu demonstrieren. Gouverneur Martin bekam eine Flotte aus New York zugesagt, die zusammen mit Truppentransporten aus Irland Anfang März in North Carolina landen sollte. Sie sollten dort die Herrschaft der Briten wiederherstellen und auf dem Landweg in die ebenfalls aufständische Provinz South Carolina weiterziehen. Gouverneur Martin glaubte, er könne rund 10.000 Mann für die loyale Miliz aufstellen, die Landung der Truppen sichern und die Revolution unterdrücken.
Aus loyal gebliebenen Teilen der Miliz wurden drei Offiziere in die schottisch besiedelte Region der Provinz um Cross Creek, dem heutigen Fayetteville (North Carolina), entsandt. Sie konnten aber auch mit dem Versprechen von 200 Acres Land und Steuerfreiheit für zwanzig Jahre nur rund 1600 Mann rekrutieren, überwiegend schottische Highlander, die für den Nahkampf mit dem Breitschwert trainiert waren.
Drei Gruppen patriotischer Milizen stellten sich ihnen im Hinterland der Küstenstadt Wilmington entgegen. General Moore, der Kommandeur der patriotischen Truppen, verlegte den Loyalisten von Süden kommend die Hauptstraße zur Küste, woraufhin diese auf eine kleine Straße auswichen, die sie im heutigen Pender County von Westen zum Moores Creek führte. Rund 150 Patrioten aus der Nachbarschaft erreichten die einzige Brücke über den flachen, aber sumpfigen Flusslauf am 25. Februar und schlugen auf dem Ostufer ihr Lager auf und begannen Erdwälle als Brustwehr aufzuschütten. Am 26. Februar erreichen etwa 800 weitere Patrioten die Brücke und errichteten ihr Lager auf dem Westufer. Die Loyalisten rückten in der Nacht auf den 27. Februar an, woraufhin die Patrioten vom Westufer ihr Lager aufgaben und sich jenseits der Brücke mit der kleineren Einheit vereinigten. Sie brachen die Mehrzahl der Planken der Brücke auf, konnte sie aber nicht mehr völlig zerstören, bis am Morgen die Loyalisten eintrafen.
Das eigentliche Gefecht dauerte nur kurz, die überwiegend nicht mit Feuerwaffen ausgestatteten schottischen Loyalisten rückten mit Dudelsack, Schwert und dem Kampfruf King George and broad sword (König Georg III. und Breitschwert) an und mussten die Brücke auf den Balken einzeln, hintereinander überqueren. Sie wurden von den Patrioten mit Vorderladern und zwei kleinen Kanonen, die Stoffsäcke mit Schrotkugeln verschossen, unter Feuer genommen. Innerhalb weniger Minuten fielen 30 Highlander, darunter ihr Kommandant Captain Donald McLeod. Zwei Patrioten wurden verwundet, einer starb später an den Verletzungen.

## Folgen
In den folgenden Wochen nahmen die Patrioten mehrere hundert loyalistische Milizionäre, darunter deren Oberbefehlshaber, General Donald MacDonald, fest und erbeuteten das britische Waffenlager und die Kriegskasse mit 15.000 £. Die beiden britischen Flotten wagten keine Landung in North Carolina, sondern kreuzten vor der Küste, bis sie im Juni 1776 einen direkten Angriff auf die Hauptstadt von South Carolina, Charleston unternahmen, der in der Schlacht von Sullivan’s Island zurückgeschlagen wurde. Sie zogen sich nach New York zurück.
Die Provinzversammlung von North Carolina wurde durch den militärischen Erfolg motiviert, als erste der Kolonien für die Unabhängigkeit zu stimmen. Am 12. April 1776 beauftragte sie ihre beiden Delegierten zum Kontinentalkongress dort für die Loslösung vom Königreich Großbritannien zu stimmen.

## Die Gedenkstätte
Das Schlachtfeld von 1776 hatte mehrere Jahrzehnte keine besondere Bedeutung. Es wurde Privateigentum eines Farmers und später aufgeteilt. Erst 1856, zum 80. Jahrestag der Schlacht, erhielt es kurzzeitig Aufmerksamkeit und rund 1500 Bewohner der Region versammelten sich am 27. Februar zu einem Picknick. Zum 100. Jubiläum des Unabhängigkeitskrieges wurde die Politik wieder auf das Gelände aufmerksam, es dauerte aber bis 1897, bis der Bundesstaat North Carolina zwei Grundstücke auf dem Ostufer des Flusses ankaufte um einen öffentlichen Park anzulegen. Er wurde von dem privaten Verein Moores Creek Monumental Association betreut, der das 1907 um weitere Grundstücke auf dem Westufer erweiterte Gelände für Erholungszwecke einrichtete.
1926 ging es auf die Bundesregierung über und wurde vom Kriegsministerium als Military Park verwaltet. Nach der Übergabe 1933 an den National Park Service scheiterten Versuche, Mittel aus dem New Deal zur Rekonstruktion des ursprünglichen Zustandes einzusetzen. Erst in Vorbereitung zum 50. Gründungsjahr des National Park Service wurden Anfang der 1960er Jahre im Rahmen der Mission 66 Gelder zum Ausbau bereitgestellt. Damals wurden Bauten der Moores Creek Monumental Association im eigentlichen Schlachtfeld entfernt und neue am Rand des Geländes errichtet, die Wegführung wurde entlang der Geländelinien nach historischen Vorbildern rekonstruiert und die sechs Gedenksteine auf ihre heutigen Standorte verlegt. 1966 wurde die Gedenkstätte auch in das National Register of Historic Places eingetragen. 1980 wurde der Moores Creek Military Park auf den heutigen Namen Moores Creek National Battlefield umbenannt, um Verwechslungen mit nahe gelegenen Militärstützpunkten zu vermeiden. Die Brücke über den Moores Creek wurde in den 1990er Jahren rekonstruiert, nach archäologischen Erkundungen über die Konstruktion in den 1970er Jahren. Sie kann nicht begangen werden, weil sie im Zustand der Schlacht mit herausgerissenen Planken erbaut wurde. Erweiterungen des Geländes fanden 1951, 1974, 1982 und 1997 statt, heute liegen alle Teile des damaligen Schlachtfeldes innerhalb der Gedenkstätte.
Das National Battlefield wird hauptsächlich von Einheimischen zur Naherholung und Schulklassen im Rahmen eines Bildungsprogramms besucht. Es gibt ein kleines Besucherzentrum mit Ausstellung, einen Vortragsraum in dem Veranstaltungen für Schulklassen stattfinden, ein Picknickgelände und mehrere kleine Wanderwege. Es ist teils mit trockenem Kiefern-Wald bestanden, der im Zentrum des Geländes in sumpfiges, offenes Land übergeht.